# Lapeyrugue
Lapeyrugue település Franciaországban, Cantal megyében. Lakosainak száma 94 fő (2022. január 1.). Lapeyrugue Murols, Saint-Hippolyte, Labesserette, Ladinhac és Montsalvy községekkel határos.

## Népesség
A település népességének változása:
| Lakosok száma | 173  | 167  | 141  | 110  | 110  | 110  | 103  | 99   | 100  | 94   |
|               | 1968 | 1982 | 1990 | 2006 | 2013 | 2015 | 2017 | 2019 | 2020 | 2022 |